# Kemi-Tornio

Lage der Verwaltungsgemeinschaft Kemi-Tornio in Finnland

Kemi-Tornio ist der Name einer von sechs Verwaltungsgemeinschaften (seutukunta) in der finnischen Landschaft Lappland. Sie liegt im Südwesten Lapplands und umfasst die beiden namensgebenden Städte Kemi und Tornio, beide an der Küste des Bottnischen Meerbusens 25 km voneinander entfernt gelegen, sowie die umliegenden Gemeinden Keminmaa, Simo und Tervola.